# Partido de San Miguel
Partido de San Miguel är en kommun i Argentina.   Den ligger i provinsen Buenos Aires, i den centrala delen av landet, 40 km väster om huvudstaden Buenos Aires. Antalet invånare är 253 086.
Runt Partido de San Miguel är det i huvudsak tätbebyggt. Runt Partido de San Miguel är det mycket tätbefolkat, med 2 614 invånare per kvadratkilometer.